# Ignaz von Attems
Ignaz Graf von Attems (* 11. März 1844 in Linz; † 11. Februar 1915 in Graz) war ein österreichischer Politiker.

## Leben
Graf von Attems stammte aus dem Adelsgeschlecht Attems. Seine Eltern waren der Herrschaftsbesitzer und Mitglied des Herrenhauses Ferdinand Graf Attems (* 4. Dezember 1809; † 27. November 1878) und dessen Gemahlin Gabriele Gräfin Wurmbrand-Stuppach (* 31. August 1822; † 28. November 1887). Er war der Bruder von Edmund Attems, dem Landeshauptmann des Herzogtums Steiermark.
Attems besuchte das Akademische Gymnasiums in Graz und gehörte dort der Pennalverbindung Cheruskia an. Er erwies sich als vorzüglicher Schüler, wurde belobigt und mit der silbernen Preismedaille samt Kette ausgezeichnet.
Nach der Matura studierte er an der Universität Graz Rechtswissenschaften und Philosophie. Während seines Studiums wurde er 1862 Mitglied der Burschenschaft Stiria Graz, deren Ehrenmitglied er 1864 wurde, und war 1864 Stifter der Akademischen Verbindung Orion Graz. 1869 wurde er zum Dr. phil. promoviert, 1875 zum Dr. iur. Nach seinem Studium lebte er als Großgrundbesitzer und war Mitglied des Herrenhauses.
Attems heiratete am 18. November 1869 in Graz Rosalia Marie Josephine Wilhelmine Alexandrine von Attems (* 26. Februar 1847; † 22. September 1927). Die Ehe war kinderlos.